# Boeing 747SP
El Boeing 747SP es un avión comercial de fuselaje ancho. Es una versión bastante modificada de su predecesor y «padre», el 747-100.
Durante su etapa de desarrollo era conocido como 747SB (por short body, ‘cuerpo [fuselaje] corto’), ya que esa es justamente la principal diferencia que, a simple vista, tiene con su «hermano mayor», el Jumbo original convencional. Su corta longitud hace que la anchura de su fuselaje, de unos 6,5 metros (con una cabina de pasajeros de 6,1 m de ancho) se vea particularmente «obesa», frente al esbelto Boeing 747, de poco más de 70 m de largo. No obstante, el peso liberado al acortar el fuselaje también permitió una mayor autonomía y velocidad con respecto al Jumbo tradicional.

## Diseño y desarrollo
La idea detrás del Boeing 747 SP provino de una solicitud conjunta de Pan American World Airways (Pan Am) y de Iran Air (antes de la Revolución iraní de 1979), las que estaban buscando por un avión de línea de alta capacidad que fuese capaz de cubrir las rutas de Pan-Am entre la ciudad de Nueva York y algunos destinos del Medio Oriente, la cual, para cuando fue lanzada esta ruta de larga distancia, se trataba del vuelo comercial sin escalas de mayor longitud del mundo.
La aeronave fue ofrecida a los potenciales compradores en 1974, y el primer ejemplar de ella fue entregado en 1976.
Como un derivado acortado del 747-100 original, el SP fue concebido para satisfacer dos requerimientos de mercado:
- La necesidad de competir con los dos por entonces novedosos trirreactores de fuselaje ancho (y dos pasillos): el McDonnell Douglas DC-10 y el Lockheed L-1011, mientras mantenía varias cosas en común con el 747 original, el cual no obstante era demasiado grande para muchas rutas (que no exigían tanta capacidad de pasajeros). Además, dado que Boeing no poseía en ese momento un competidor directo en el sector de mercado «mediano-grande» creados por el DC-10 y el L-1011, el 747SP podría ser una forma relativamente barata de intentar hacerlo.

- La demanda de una aeronave adecuada para las por entonces denominadas rutas de «ultra largo alcance» (en la actualidad, «de largo alcance»), como se desprendía del pedido conjunto que las dos aerolíneas recién mencionadas efectuasen a mediados de la años setenta.

Este tipo de rutas no sólo necesitaban de un avión que otorgase una mayor autonomía que los por entonces disponibles, sino que también, era deseable que tuviese un velocidad de crucero un poco mayor (ya que, en una ruta o distancia de 12 000 km la diferencia entre 900 km/h y 970 km/h equivale a una hora más o menos de viaje).
Dado que hubiese sido notablemente costoso concebir, diseñar y fabricar un avión «desde cero» para satisfacer esos requerimientos, Boeing decidió entonces acortar a su ya famosos B-747, y optimizarlo en relación con el alcance (o la autonomía de vuelo) y a la velocidad, a expensas de la capacidad (la que por otro lado, para el segmento de mercado que ese intentaba abarcar, resultaba ser excesiva).
Además de poseer un fuselaje significativamente más corto que el 747-100 (lo que deriva en que tenga una puerta menos a cada lado), el SP difiere de los Jumbos convencionales en que posee unos flaps dentro de su estructura alar. De hecho, el 747SP los posee, pero de una sola pieza en los bordes de fuga (en inglés trailing edge) de sus alas, en lugar de los más pequeños de tres piezas de los 747 estándares. Además, el SP posee un estabilizador vertical unos 35 cm más alto que el de éstos (para así compensar la pequeña desviación lateral que le hubiese causado su menor longitud, de haberse mantenido la altura de la cola original).
Debido a que básicamente seguía compartiendo la misma ala que el 747 original, el SP fue asimismo el primer avión de Boeing en poseer una envergadura mayor que la longitud de su fuselaje, y sería el único avión de la compañía con esa característica, hasta la introducción de una versión especial del 777, el -200LR (por Longer Range, ‘autonomía extendida’).
El SP podía acomodar a 230 pasajeros en una configuración de tres clases (primera, ejecutiva y turista) o 331 en dos (303 en la sección económica y 28 en la de negocios o business), con un máximo de 440 plazas o pax en una configuración de alta densidad de una sola clase.
Originalmente designado SB (Shorter Body), luego fue renombrado por los empleados de Boeing con el retroacrónimo jocoso Sutter's Balloon (‘el globo de Sutter’), en referencia a la «obesidad» del avión y al diseñador principal del mismo, el ingeniero en jefe Joe Sutter.
Boeing finalmente decidió cambiar la denominación SB (shorter body) por SP (special performance), para así reflejar la mayor autonomía y velocidad de crucero con respecto al 747-100 original.
Pan Am fue el cliente de lanzamiento del 747SP, recibiendo por lo tanto la primera entrega, bautizada como Clipper Freedom, el 5 de marzo de 1976, seguida por Iran Air.
El 747SP fue el avión de línea de mayor autonomía, hasta la entrada en servicio del Boeing 747-400 a fines de la década de 1980.
A pesar de sus logros técnicos, el 747SP nunca se vendió tan bien como Boeing esperaba. El incremento de los precios del petróleo a mediados del decenio de 1970 y principios del de 1980, la relativamente pesada ala de la aeronave (que era prácticamente la misma que la de sus hermanos mayores), su capacidad de pasajeros reducida, y sobre todo las autonomías incrementadas de los futuros aviones de línea fueron algunos de los factores que terminaron contribuyendo a las bajas ventas del SP.
Tan sólo se llegarían a construir 45 SP (frente a más de 1.200 Jumbos estándar) y, de aquellos que aún se encuentran volando, la mayoría corresponde a aviones de operadores del Medio Oriente.
Sin embargo, parte de las innovaciones de diseño del SP, fueron reutilizadas -durante la década de 1980- en el desarrollo de los modelos convencionales 747-300 y 747-400.
En el Boeing 747 SP, la «joroba» de la cabina superior comienza sobre la sección del fuselaje que coincide con el encastre alar, no delante de este, como sucedía con el 747-100 y el 747-200. Este mismo tipo de diseño sería usado en las por entonces aún futuras alargadas versiones convencionales, específicamente en los 747-300 y 747-400, lo que derivaría en una cubierta superior de mayor longitud, que sería denominada comercialmente big top por el fabricante.
La producción original de los 747SP tuvo lugar entre 1976 y 1983. No obstante, una orden de parte de la empresa Royal Flight de Baréin llevó a Boeing a recibir un pedido en 1987.
Un 747 especial es el observatorio astronómico aerotransportado SOFIA, en el cual el fuselaje ha sido modificado para poder transportar un telescopio infrarrojo de 2,5 m de diámetro.
Se trata de un avión que había sido comprado inicialmente por la ya desaparecida Pan Am, apodado Clipper Lindbergh, en honor al pionero de la aviación Charles Lindbergh. Como homenaje a su antiguo propietario, la NASA le puso el nombre en el tradicional formato del logo de aquella aerolínea.

## Operadores
Se construyeron 45 Boeing 747SP entre 1974 y 1989. Hasta diciembre de 2008, 17 de ellos aún volaban, 16 han sido desguazados y otros 12 están almacenados esperando ser reacondicionados o bien ser exhibidos en museos de aviación.

### Servicio activo
Las siguientes organizaciones, estatales o privadas, operan los pocos 747SP que aún están en servicio:
- Las Vegas Sands Corporation (1)[7]
- Transporte vip para el gobierno de Yemen (1).
- Transporte vip del gobierno de Catar (1).
- Transporte vip del gobierno de Arabia Saudita (2).
- Transporte vip del gobierno de Baréin (1).
- Transporte vip del gobierno de Omán (1)
- Empresa árabe Saudita Saudia (Uso vip/gubernamental) (1).
- Como aviones de prueba del fabricante estadounidense de motores turbofán Pratt & Whitney (2), de matrículas N747UT y N708BA respectivamente.
- Fry's Electronics, a veces con colores específicos para los tours realizados por el conjunto oficial de ballet de la ciudad californiana de San José, de matrícula N747A (1).
- Global Peace Ambassadors (1). Estacionado en el Aeropuerto Internacional de Tijuana.

### Antiguos Operadores
El cliente de lanzamiento Pan American World Airways (Pan Am) realizó un pedido de 10 aviones Boeing 747SP-21 entre 1976 y 1979, para ser utilizados en rutas transpacíficas hacia diferentes destinos de Asia y de Oceanía, así como también del Medio Oriente. Las aeronaves en cuestión -y las rutas que ellas cubrían- serían vendidas a United Airlines en 1986, y continuarían en servicio hasta 1994.
También la aerolínea TWA operó tres 747SP-31 entre 1979 y 1986. Dichas aeronaves estaban originalmente destinadas a cubrir rutas de largo alcance hacia diversos destinos del Medio Oriente, que sin embargo nunca llegaron a materializarse. Dos de estos aviones fueron finalmente comprados por American Airlines para ser utilizados en sus rutas Nueva York-Londres (de media distancia) y Dallas-Tokio (de largo recorrido) hasta 1992.
La aerolínea de bandera australiana Qantas operó dos 747SP entre 1980 y 2004. Estas aeronaves fueron utilizadas para realizar vuelos entre Australia y el aeropuerto Internacional de Wellington, en Nueva Zelanda, dado que, si bien este último no tenía la longitud de pista necesaria como para permitir la operación de los 747 convencionales, sí tenía la necesidad de satisfacer una densidad de pasajeros relativamente alta.
Además, también prestaban servicios entre Sídney (Sydney) y la ciudad japonesa de Nagoya, haciendo escala en la norteña ciudad australiana de Cairns (en el estado de Queensland), además de un servicio transpacífico entre la mencionada gran ciudad australiana y la californiana de Los Ángeles. Estaban equipados con motores fabricados por la empresa británica Rolls-Royce, a diferencia de la mayoría de los otros 747SPs.
La desaparecida Braniff adquirió 3 747SPs para sus rutas «ultra-largas» a través del Pacífico. Estos fueron equipados con una lujosa configuración de 300 asientos, además de haber sido pintados sus exteriores con un estridente color naranja.
De los tres aviones, en agosto de 2006, uno había sido desguazado y otro permanecía como transporte vip para el gobierno del Yemen. El tercero, que también había servido como transporte vip gubernamental, en este caso para las autoridades de Omán, fue posteriormente vendido a los dueños de Fry's Electronics, y es a veces utilizado para transportar las giras del ballet de San José.
- El 18 de octubre de 2022 se retiró el 747SP SOFIA de la NASA qué consistió en un telescopio aéreo con cámara infrarroja matriculado (N747NA).

El modelo llegaría a ser popular entre varias aerolíneas asiáticas del Este de Asia, ya que era virtualmente la única aeronave que podía volar entre esa región y América del Norte de ida y vuelta, hasta la introducción del Boeing 747-400 a fines de la década de 1980. La ironía es que el 747SP fue originalmente desarrollado pensando en largos vuelos transcontinentales y sin embargo, algunas aerolíneas asiáticas -en particular la nipona Japan Air lines- usaron al 747SP en rutas de corto alcance y escalas frecuentes.
Entre los usuarios asiáticos del 747SP, se llegarían a encontrar:
- La aerolínea taiwanesa China Airlines usaba el Boeing 747SP en sus rutas de larga distancia sin escalas, entre la capital de Taipéi y las ciudades californianas de San Francisco y Los Ángeles.

- La Administración de Aviación Civil de China (CAAC, actualmente Air China) utilizaba el modelo en su primera ruta hacia los Estados Unidos: Pekín – Seattle. Posteriormente el modelo también fue utilizado en nuevas rutas hacia la canadiense Vancouver e incluso hacia Nueva York, en ambos casos también desde la capital china.

- Korean Air operaba este modelo en rutas desde Seúl hacia varios destinos dentro de los Estados Unidos.

- Tanto EVA Air como Mandarin Airlines operaron el 747SP en sus rutas hacia Australia durante la década de 1990.

Aerolíneas Argentinas llegó a operar un 747SP (originalmente comprado por Braniff) en sus vuelos de larga distancia hacia Miami (Estados Unidos), Los Ángeles (EE. UU.), Toronto (Canadá), Zúrich (Suiza) y Fráncfort (Alemania).
- La aerolínea francesa Corsairfly, para algunas de sus vuelos de cabotaje de alta densidad.
- La luxemburguesa Luxair, en su ruta Luxemburgo-Nairobi (Kenia)-Johannesburgo (Sudáfrica).

- La estadounidense American Airlines compró dos 747SPs usados (de matrículas N601AA y N602AA respectivamente) a fines del decenio de 1980 para comenzar a prestar un nuevo servicio entre Dallas-Fort Worth (Texas, Estados Unidos y el aeropuerto internacional de Narita, en Tokio (Japón). No obstante, estas aeronaves luego cubrirían momentáneamente las rutas de larga distancia Nueva York (desde JFK)–Lahore (Pakistán) y Nueva York-Brunéi, mientras AA aún esperaba las entregas de los McDonnell Douglas MD-11 que había encargado.

- Saudi Arabian Airlines: La aerolínea de bandera de Arabia Saudí recibió en primero de sus dos 747SP en el año 1981. Al año siguiente recibe la segunda aeronave. El 1 de julio de 1981 se inauguró el servicio sin escalas desde Jeddah hasta Nueva York, posteriormente se puso en marcha la línea Riad-Nueva York.

#### África
Mauricio
- Air Mauritius (5)[11] La pequeña aerolínea nacional de las islas africanas de Mauricio.

 Sudáfrica
- South African Airways (6)[12] También la aerolínea sudafricana South African Airways operó seis 747SP-44 para cubrir vuelos entre la ciudad de Johannesburgo y el aeropuerto londinense de Heathrow -así como otro destinos europeos- durante los años de la segregación racial del apartheid, cuando (modo de castigo internacional) las aeronaves de la empresa no tenían permitido volar por sobre el territorio de otros estados africanos, por lo que tenían que volar sobre el Océano Atlántico, evitando la gran «protuberancia» terrestre del noroeste de África. Su alcance extendido le permitía al avión recorrer la distancia adicional sin hacer uso de escalas, las cuales por otra parte prácticamente no existían (más allá de una hipotética parada intermedia en territorio del Brasil). El único avión 747SP de South African sobreviviente, apodado «Maluti» fue finalmente dado de baja del servicio activo el 30 de septiembre de 2006, después de un vuelo final hacia el aeropuerto de Rand, donde permanecerá en exhibición estática, como parte de un museo allí implementado (dicho último vuelo de transporte fue en realidad el primer vuelo del avión en tres años).

#### Asia
Irak
- Iraqi Airways (1)[13]

 Irán
- Iran Air (4)[14] Por su parte, Iran Air pidió cuatro 747SP-86 entre 1976 y 1978. Poco antes del triunfo de la Revolución iraní de 1979, las aeronaves llegaron a ser utilizadas en vuelos diarios entre la capital del país, Teherán, y la ciudad de Nueva York, configurando en ese tiempo la ruta comercial sin escalas más larga distancia del mundo. Tres de esas cuatro aún se encontraban en servicio en 2007, y eventualmente también surgieron rumores de que la cuarta sería reacondicionada en un futuro relativamente cercano para volver a transportar pasajeros.

#### Europa
Islandia
- Air Atlanta Icelandic (1)[15]

## Plusmarcas o récords mundiales
Existieron tres vuelos significativos que establecieron récords con el Boeing 747SP: dos de ellos fueron llevados a cabo por la ya desaparecida y legendaria Pan American World Airways (Pan Am) y el restante fue realizado por United Airlines. En este último caso, la aeronave en cuestión había sido «prestada» a la Friendship Foundation para realizar una campaña de colecta de dinero a favor de ella.
Esos vuelos fueron:
- El vuelo de Pan Am Liberty Bell Express, el cual despegó desde Nueva York (JFK) el 1 de mayo de 1976 y realizó dos escalas, una en el aeropuerto internacional Indira Gandhi de Nueva Delhi y otra en el tokiota de Haneda. Arribó a su destino final en el Japón dos días después, el 3 de mayo.

- El vuelo 50 de Pan Am, para celebrar el cincuentenario de dicha aerolínea, entre el 28 y el 30 de octubre de 1977. Despegó desde el aeropuerto internacional de San Francisco (SFO) y tuvo una duración de 54 horas, 7 minutos y 12 segundos. Hizo tres paradas intermedias: en el aeropuerto londinense de Heathrow, en Ciudad del Cabo (Sudáfrica) y en Auckland (Nueva Zelanda). Este excepcional vuelo terminaría sobrevolando los polos norte y sur.

- El vuelo Friendship One de United Airlines, entre el 29 y el 31 de enero de 1988 desde la ciudad de Seattle (en el nororiental estado de Washington, Estados Unidos), para realizar una colecta de dinero a favor de la Friendship Foundation. Realizó dos escalas: una en la capital griega de Atenas y la otra en la taiwanesa de Taipéi (aeropuerto internacional de Taoyuan, anteriormente conocido como Chiang Kai-shek, en honor al histórico líder de Taiwán). No obstante, esta última marca duró menos de un mes, ya que pronto fue batida por un jet privado Gulfstream IV pilotado en parte por el propio CEO de esa compañía, Al Paulson.

## Incidentes y accidentes
El 19 de febrero de 1985 el vuelo 006 de la empresa aerolínea taiwanesa China Airlines, un 747SP-09 con matrícula N4522V con 274 personas a bordo (entre pasajeros y tripulación) en un vuelo desde el aeropuerto internacional Chiang Kai-shek (actual Taoyuan) con destino a la ciudad estadounidense de Los Ángeles (LAX) sufrió una falla en vuelo en el motor número 4. Mientras que la tripulación de vuelo intentaba restaurar el empuje de dicho turbofán, el avión se ladeó hacia al derecha (producto de la asimetría de empuje) y comenzó un descenso empinado desde la altura crucero de 12 500 metros (41 000 pies), acelerando a unas 5 G en dos ocasiones (a 4,8 G en una y a 5,1 G en la otra). El capitán logró estabilizar la aeronave a una altitud de sólo 3.000 metros (9.500 pies) y la desvió hacia el aeropuerto internacional de San Francisco (California), el cual se encontraba a unos 550 km de distancia. Dos pasajeros resultaron heridos y la aeronave sufrió un daño estructural mayor.

## Especificaciones (747SP)
Referencia datos: Características B 747 Boeing 747SP

### Características generales
- Tripulación: 3 piloto, copiloto e ingeniero de vuelo.
- Capacidad: 331 pasajeros (28 en primera clase y 303 en turista o económica)
- Longitud: 56,3 m (184,7 ft)
- Envergadura: 59,6 m (195,7 ft)
- Altura: 20,1 m (65,8 ft)
- Superficie alar: 511 m² (5500,5 ft²)
- Peso vacío: 152 780 kg (336 727,1 lb)
- Peso máximo al despegue: 304 000 kg (670 016 lb)
- Planta motriz: 4× Turbofan Pratt & Whitney JT9D-7R4W.
  - Empuje normal: 206,8 kN (21 087 kgf; 46 491 lbf) de empuje cada uno.

### Rendimiento
- Velocidad máxima operativa (Vno): 1095 km/h (680 MPH; 591 kt)
- Velocidad crucero (Vc): 990 km/h (615 MPH; 535 kt)
- Alcance: 12 315 km (6650 nmi; 7652 mi) con 276 pasajeros.
- Techo de vuelo: 13 700 m (44 948 ft)

### Desarrollos relacionados
- Boeing 747
- SOFIA

### Aeronaves similares
- Airbus A330
- Airbus A340
- Airbus A350
- Ilyushin Il-96

## Lectura adicional
- Jenkins, Dennis R.: Boeing 747-100/200/300/SP (AirlinerTech Series, vol. 6). Specialty Press, 2000. ISBN 1-58007-026-4.